# Stomachetosella condylata
Stomachetosella condylata är en mossdjursart som beskrevs av Soule, Soule och Chaney 1995. Stomachetosella condylata ingår i släktet Stomachetosella och familjen Stomachetosellidae. Inga underarter finns listade i Catalogue of Life.